# Psiguria diversifolia
Psiguria diversifolia är en gurkväxtart som först beskrevs av Célestin Alfred Cogniaux, och fick sitt nu gällande namn av C.H. Nelson Sutherland och F.J. Fernandez Casas. Psiguria diversifolia ingår i släktet Psiguria och familjen gurkväxter. Inga underarter finns listade i Catalogue of Life.